# Rhaphuma grisescens
Rhaphuma grisescens is een keversoort uit de familie van de boktorren (Cerambycidae). De wetenschappelijke naam van de soort werd voor het eerst geldig gepubliceerd in 1929 door Pic.